# Brotherhood (album de 3T)
Pour les articles homonymes, voir Brotherhood.
 (juin 2017).
Si vous disposez d'ouvrages ou d'articles de référence ou si vous connaissez des sites web de qualité traitant du thème abordé ici, merci de compléter l'article en donnant les références utiles à sa vérifiabilité et en les liant à la section « Notes et références ».
Albums de 3T
Identity
(2004)
Singles
1. Anything
Sortie : 27 août 1995
2. 24/7
Sortie : 28 octobre 1995
3. Tease Me
Sortie : 4 janvier 1996
4. Why
Sortie : 11 janvier 1996
5. I Need You
Sortie : 20 février 1996
6. Gotta Be You
Sortie : 12 mars 1996

Brotherhood est le premier album du groupe de pop, RnB, rock et soul américain 3T, sorti le 7 novembre 1995.

## Présentation
Produit par leur oncle Michael Jackson, qui est également producteur délégué avec Kenneth Komisar, l'album des trois frères sort sur le label Jackson MJJ Music.
Sur cet album, Michael Jackson enregistre le titre Why avec ses neveux. Il participe également à la chanson I Need You, sur laquelle il fait les chœurs.
Avec ces deux singles, mais aussi grâce aux suivants Anything, 24/7, Tease Me ou encore Gotta Be You, le groupe obtient un réel succès en Europe. Anything, le premier d'entre eux, leur ayant déjà apporté ce succès à l'international.
En 1996, ils sont ainsi classés deuxième groupe le plus vendeur en Europe, derrière les Spice Girls.
En 1997, à la suite de la tournée européenne des 3T, une édition limitée Limited European Tour Edition est publiée, incluant la version originale de l'album de 1995 et un CD de remix.
L'album est consacré à la mémoire de leur mère, « Dee Dee » Delores Vilmas Martes (1955-1994).
L'album se vend à trois millions d'exemplaires dans le monde entier.

## Liste des titres
| 1.    | Anything                                 | 5:22 |
| 2.    | 24/7                                     | 4:41 |
| 3.    | Why (duo avec Michael Jackson)           | 5:22 |
| 4.    | Gotta Be You (feat. Herbie)              | 3:35 |
| 5.    | With You                                 | 5:01 |
| 6.    | Sexual Attention                         | 4:11 |
| 7.    | Memories                                 | 4:33 |
| 8.    | I Need You                               | 3:57 |
| 9.    | Give Me All Your Lovin'                  | 4:08 |
| 10.   | Tease Me                                 | 5:28 |
| 11.   | Words Without Meaning                    | 4:00 |
| 12.   | Brotherhood (3T feat. Prince Markie Dee) | 5:10 |
| 55:28 |                                          |      |

| 1. | Anything (Official Video)                    |  | 4:18 |
| 2. | 24/7 (Official Video)                        |  | 4:10 |
| 3. | Tease Me (Official Video)                    |  | 4:31 |
| 4. | Why (feat. Michael Jackson) (Official Video) |  | 4:36 |
| 5. | I Need You (Official Video)                  |  | 3:56 |
| 6. | Gotta Be You (feat. Herbie) (Official Video) |  | 4:17 |

| 1. | Anything (The 3T & D.T. Remix)    | 4:49 |
| 2. | 24/7 (Linslee's Live Mix)         | 4:23 |
| 3. | Tease Me (Sex O'Clock Club Mix)   | 6:49 |
| 4. | Why (DW Bonus Mix)                | 5:04 |
| 5. | I Need You (Linslee Campbell Mix) | 5:24 |